# Pseudochorisodontium conanenum
Pseudochorisodontium conanenum är en bladmossart som beskrevs av Gao Chien in Gao Chien et al. in Gao Chien, Crosby och Si He 1999. Pseudochorisodontium conanenum ingår i släktet Pseudochorisodontium och familjen Dicranaceae. Inga underarter finns listade i Catalogue of Life.